# Ramasse-balle
Un ramasse balle est un instrument qui sert à ramasser les balles de golf tombées à l'eau ou des bunkers lors d'une partie. Il est télescopique et permet ainsi d'atteindre des zones difficiles d'accès. Ces extensions télescopiques peuvent s'étendre jusqu'à 4,5 mètres, ce qui permet de soulever les balles de l'eau à l'aide de la tasse pivotante à l'extrémité.